# 瓦瑟法卡爾峰

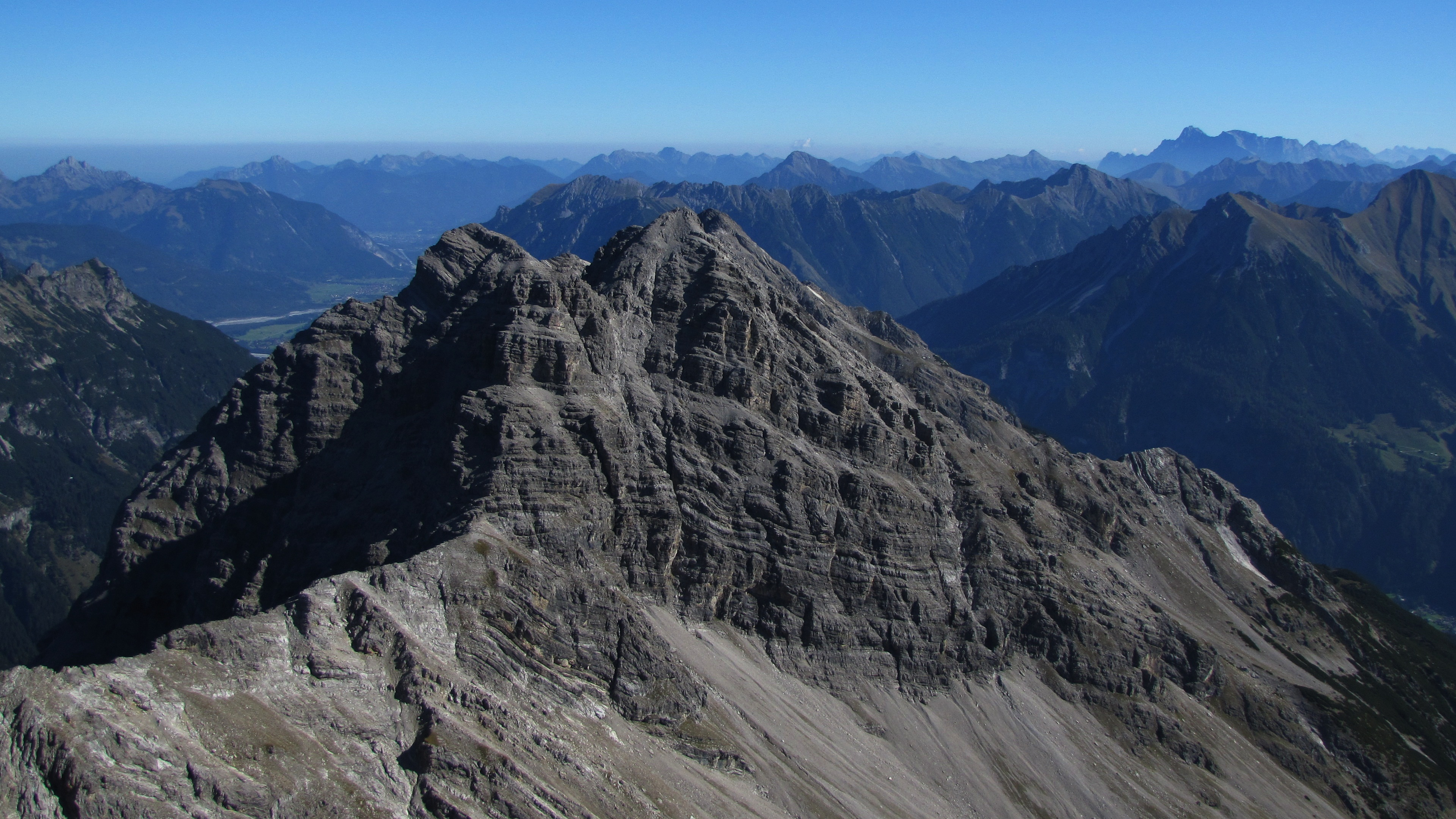

47°20′38″N 10°29′6″E / 47.34389°N 10.48500°E
瓦瑟法卡爾峰（德語：Wasserfallkarspitze），是奧地利的山峰，位於該國西部，由蒂羅爾州負責管轄，屬於阿爾高阿爾卑斯山脈的一部分，距離烏爾貝萊斯卡峰1.4公里，海拔高度2,557米。